# Thumpokhara
Thumpokhara (nep. थुमपोखरा) – gaun wikas samiti w zachodniej części Nepalu w strefie Gandaki w dystrykcie Syangja. Według nepalskiego spisu powszechnego z 2001 roku liczył on 1196 gospodarstw domowych i 5998 mieszkańców (3320 kobiet i 2678 mężczyzn).